# Bradfordsville (Kentucky)
Bradfordsville es una ciudad ubicada en el condado de Marion en el estado estadounidense de Kentucky. En el Censo de 2010 tenía una población de 294 habitantes y una densidad poblacional de 608,95 personas por km².

## Geografía
Bradfordsville se encuentra ubicada en las coordenadas 37°29′43″N 85°8′54″O / 37.49528, -85.14833. Según la Oficina del Censo de los Estados Unidos, Bradfordsville tiene una superficie total de 0.78 km², de la cual 0.78 km² corresponden a tierra firme y (0%) 0 km² es agua.

## Demografía
Según el censo de 2010, había 294 personas residiendo en Bradfordsville. La densidad de población era de 608,95 hab./km². De los 294 habitantes, Bradfordsville estaba compuesto por el 99.32% blancos, el 0.68% eran afroamericanos, el 0% eran amerindios, el 0% eran asiáticos, el 0% eran isleños del Pacífico, el 0% eran de otras razas y el 0% pertenecían a dos o más razas. Del total de la población el 0.68% eran hispanos o latinos de cualquier raza.